# Vena cava inferior
La vena cava inferior és una vena de gran calibre en el cos humà i altres mamífers, que retorna sang de les extremitats inferiors, els òrgans de l'abdomen i la pelvis fins a l'aurícula dreta del cor. La vena cava és la vena satèl·lit de l'aorta abdominal i reuneix la tornada venosa de totes les venes infradiafragmáticas. En l'humà sol amidar com a terme mitjà 22 cm de longitud, dels quals 18 cm corresponen al seu recorregut per l'abdomen. La vena cava inferior fa 20 mm de calibre en la seva part inferior, i fins a 30 mm en la seva porció superior amb dos eixamplaments a nivell dels ronyons i un altre per sobre del fetge.

## Trajecte
La vena cava inferior s'origina de la unió de les dues venes ilíaques primitives sobre el cos vertebral de la 5a vèrtebra lumbar (L5). Des d'allí, la vena cava inferior recorre l'abdomen en la seva porció retroperitoneal a la dreta de la columna lumbar fins a penetrar en el solc de la cara posterior del fetge. Després de travessar el diafragma per l'orifici quadrilàter, es desvia cap endavant i a l'esquerra fins a buidar en l'aurícula dreta a nivell de la 9a vèrtebra dorsal (D9).

## Tributàries
La vena cava inferior està formada per la unió de les venes ilíaques primitives esquerra i dreta. També s'anastomosa amb el sistema de les venes àzigs que corre del costat dret de la columna vertebral i els plexos venosos al costat de la medul·la espinal.
Degut al fet que la vena cava inferior no es troba en la línia mitjana del cos, existeixen algunes asimetries en els patrons de drenatge de les tributàries. Les venes gonadals i el drenatge de les venes suprarenals dretes ocorre cap a la vena cava inferior, però les del costat esquerre drenen en la vena renal esquerra, que al seu torn desemboca en la vena cava inferior. Per contrast, totes les venes lumbars i les venes hepàtiques generalment desemboquen directament en la vena cava inferior.

## Patologies
Alguns subjectes tenen dues venes caves inferiors fins que les dues s'uneixen just per sota del fetge. Uns altres han nascut sense la vena cava inferior i la tornada venosa és reemplaçada pel sistema de les venes àzigs. Aquest últim cas d'agenesia de vena cava inferior dona lloc a un drenatge venós anòmal de les extremitats inferiors, pel que augmenta el risc de trombosi venosa profunda i tromboembolisme pulmonar.
En pacients amb trombosi venosa profunda d'extremitats inferiors i d'embòlia pulmonar, per a qui l'anticoagulació no constituïx una opció terapèutica, el procediment d'elecció és l'implant d'un filtre en la vena cava inferior amb la finalitat d'impedir el pas d'èmbols des de les extremitats inferiors cap a la circulació pulmonar.